# Josiah Gumede
Ne doit pas être confondu avec Josiah Zion Gumede.
Josiah Tshangana Gumede (1870-1947) était un professeur, un homme d'affaires, un journaliste et un homme politique sud-africain, membre fondateur et président du congrès national africain (ANC).

## Biographie
Après avoir reçu une formation au Collège des indigènes de Grahamstown dans la colonie du Cap, Gumede devint enseignant à Somerset-East puis au Natal jusqu'à sa démission pour devenir conseiller auprès de chefs de tribu de cette colonie britannique et de celle de la rivière Orange.
Bon chanteur et pianiste, il fut parallèlement membre d'une chorale zoulou qui effectua une tournée en Europe. Après son retour, il devint un agent immobilier puis travailla dans un cabinet juridique à Pietermaritzburg.
Membre fondateur du Congrès des indigènes du Natal en 1900, il en devient le secrétaire puis le vice-président. Il fut témoin devant la commission sud-africaine des affaires autochtones chargée en 1903 de formuler une politique sur les affaires africaines.
En 1906, au nom des chefs bassouto de la tribu Kholokoe (colonie de la rivière Orange), il présenta une demande de restitution de territoire aux autorités coloniales et dirigea une délégation de la tribu en Grande-Bretagne afin de négocier une compensation.
En 1912 Gumede est membre fondateur de la Native South African National Congress (SANNC), qui devient en 1923, le Congrès national africain (ANC). Durant la Première Guerre mondiale, il est rédacteur en chef de Ilanga Lase Natal, contribue à la rédaction de la Charte de l'ANC en 1919 et est membre de la délégation SANNC envoyée en Europe lors de la conférence de Versailles.
Dans les années 1920, des discordes internes tiraillent le Congrès des indigènes du Natal à propos du degré de son autonomie. Rassemblés derrière John Dube, les conservateurs soutiennent le maintien de l'indépendance du congrès face à l'ANC amenant alors Gumede à fonder un congrès africain du Natal affilié à l'ANC au niveau national.
En 1921, Gumede devient le chef de l'ANC pour la province du Natal.
En 1924, Gumede se rapproche du parti communiste sud-africain après l'expulsion de ces derniers de l'Industrial and Commercial Workers Union et apporte son soutien au leader afro-américain Marcus Garvey, partisan d'une certaine séparation raciale et du retour des Afro-Américains en Afrique. En juillet 1927, Gumede fait adopter par l'ANC une résolution visant à demander aux États-Unis d'Amérique de libérer Garvey, à l'époque en prison pour fraudes. La même année, Gumede se rend en Belgique avec James la Guma (parti communiste) pour assister à la première conférence internationale de la ligue contre l'impérialisme et l'oppression coloniale puis visite l'Union soviétique (URSS). À son retour, il fait l'éloge de l'URSS, notamment comme étant un pays où le racisme était inconnu. Reniant ses précédentes déclarations hostiles au bolchevisme, il déclare que les communistes blancs d'Afrique du Sud sont les seuls à pleinement appuyer le combat des noirs pour l'égalité des droits.
La direction de l'ANC et la Convention des chefs bantous, tenue sous les auspices de l'ANC en avril 1927, reçoivent ces prises de position pro-communiste sans enthousiasme. Gumede réussit cependant à faire retirer une motion qui condamnait tout lien entre le parti communiste et l'ANC. Malgré les critiques sur sa rhétorique et ses prises de positions estimées trop radicales, Gumede est élu président de l'ANC pour un mandat de 3 ans, lors du congrès annuel de l'ANC en juillet 1927, succédant à ZR Mahabane.
Gumede repart faire des voyages d'études à l'étranger et se rend de nouveau en URSS où il assiste à la célébration du dixième anniversaire de la révolution communiste de 1917.
En 1929, il est élu successivement président de la branche sud-africaine de la Ligue contre l'impérialisme, une organisation fondée par le parti communiste sud-africain, puis président de la Ligue des Droits des Africains, de même obédience politique.
Le mandat de Gumede et ses prises de positions provoquent de profondes dissensions au sein de l'ANC alors que l'état de ses finances se dégrade. L'antipathie de nombreux membres influents du parti envers la rhétorique communiste de Gumede s'accroit d'année en année d'autant plus que Gumede néglige les fonctions administratives qui lui échoient. Il tente de reprendre la main sur le journal du parti, Abantu Batho, dont l'audience décroit mais sans résultat. Les dissensions atteignent leur paroxysme quand la faction anti-communiste du Comité exécutif national de l'ANC décide de démissionner en bloc, provoquant la chute de Gumede obligé de laisser ses fonctions à Thomas Mapikela. Lors de la conférence annuelle de l'ANC en avril 1930, Gumede tente de se faire réélire président mais il est battu par Pixley Seme.
Défait, Gumede est marginalisé au sein de l'ANC. En reconnaissance de ses services antérieurs, il est toutefois nommé président honoraire à vie de l'organisation.
Marié à Lillian Mgqogqoza, le couple eu une fille et un fils, Archibald Gumede (dit Archie Gumede), qui fut avocat de l'ANC lors du procès de la trahison.

## Sources
- Biographie